# Diószegi Imola
Diószegi Imola (Sepsiszentgyörgy, 1969. december 29. –) magyar színésznő.

## Életpályája
Sepsiszentgyörgyön született, 1969. december 29-én. A Mikes Kelemen Elméleti Líceumban végzett. Pályája 1991-től szülővárosában indult, a Figura Stúdió Színházban illetve a Sepsiszentgyörgyi Színházban (Tamási Áron Színház). Szerepelt a Kisvárdai Várszínházban, 2004-től a Veszprémi Petőfi Színházban játszott, 2013-tól a Soproni Petőfi Színházban.

## Fontosabb színházi szerepei
- Molière: Scapin furfangjai... Jácinta, Géront lánya, Octave szerelmese
- Molière: Don Juan... Mari
- Carlo Goldoni: A hazug... Rosaura
- Carlo Goldoni: Két úr szolgája a komédiaszínházban... Ifjú Smeraldina, Clarice szobalánya
- Nyikolaj Vasziljevics Gogol: Háztűznéző... Agafja Tyihonovna, kereskedő leánya, a menyasszony
- Ivan Szergejevics Turgenyev: Egy hónap falun... szereplő
- Henrik Ibsen: A nép ellensége... Petra, Stockmannék lánya
- Henrik Ibsen: Peer Gynt... Egy lány
- Henrik Ibsen: Ha mi holtak feltámadunk... Diakonissza
- Sławomir Mrożek: Ház a határon... Anyós
- Euripidész: Íphigeneia Auliszban... Khalkiszi nők kara
- Luigi Pirandello: Az ember, az állat és az erény... Bella, diák
- Samuel Beckett: Koponyatorony... szereplő
- Samuel Beckett: Pöszmékör – Abszurd szívküldi... szereplő
- Stanislaw Ignacy Witkiewicz: Vizityúk... A Lady, Alice of Nevermore Hercegnő
- Ken Ludwig: A hőstenor... Diana, szoprán
- Alfred Jarry: Übü király... Nép
- Ingmar Bergman: Őszi szonáta... Helena
- Erich Kästner: A két Lotti... Anya
- Jevgenyij Lvovics Svarc: Az árnyék... szereplő
- Castellani de Castellano: Játék a tékozló fiúról... Celebráló
- Balassi Bálint: Szép magyar komédia... Júlia
- Szép Ernő: Vőlegény... Kornél, Papa és Anya lánya
- Molnár Ferenc: Az üvegcipő... Keczeli Ilona, rossz leány
- László Miklós: Illatszertár... Első hölgy
- Tersánszky Józsi Jenő: Kakuk Marci... Csuri Linka
- Ödön von Horváth: Kasimir és Karoline... Karoline
- Nóti Károly: Nyitott ablak... Gréti
- Móra Ferenc: Kincskereső kisködmön... Szűcsné, anya
- Tamási Áron: Vitéz lélek... Rozáli
- Tamási Áron: Ördögölő Józsiás... Idilló
- Szenes Iván – Horváth Jenő – Kellér Dezső – Franz Schönthan – Paul Schönthan: A szabin nők elrablása... Irma
- Angelus Iván: Improvizációk... szereplő
- Tömöry Péter – Horváth Károly: A nőpápa... Theodorika
- Katona Imre: Csíksomlyói magyar passió... Annás
- John Michael Tebelak – Stephen Schwartz: Godspell... szereplő
- Eisemann Mihály – K. Halász Gyula: Fiatalság bolondság... Gépírónő
- Piroska és a farkas... Farkas
- Árgyélus királyfi és Tündérszép Ilona... Csámpánia vénboszorka
- Vitéz Bátor... Aranyló Nap kánasszony
- Hedry Mária – Radványi Balázs: Kukamese... Polieszter, műanyag hulladék
- Grimm fivérek: Hamupipőke... Hamupipőke, árva kislány
- Horváth Péter – Presser Gábor – Sztevanovity Dusán: A padlás... Süni
- Lázár Ervin: A kisfiú és az oroszlánok... Peti, kisfiú
- Urbán Gyula: Minden egér szereti a sajtot... Szeréna mama; Nagy Macska Mágus

## Filmek, tv
- New Buda (1995)... Újházy Ilka
- A morcogi (2008)... Böske néni
- A napfényben fürdő kastély (2010)... Rigó kisasszony